# Nepenthes insignis
Nepenthes insignis Danser, 1928 è una pianta carnivora della famiglia Nepenthaceae, endemica della Nuova Guinea, dove cresce a 0–850 m.

## Conservazione
La Lista rossa IUCN classifica Nepenthes insignis come specie a rischio minimo (Least Concern).